# Bulbothrix enormis
Bulbothrix enormis är en lavart som först beskrevs av Hale, och fick sitt nu gällande namn av Krog. Bulbothrix enormis ingår i släktet Bulbothrix och familjen Parmeliaceae.   Inga underarter finns listade i Catalogue of Life.